# Westendstraße
Westendstraße - stacja metra w Monachium, na linii U4 i U5. Stacja została otwarta 10 marca 1984.